# Ashley Furniture Industries
Ashley Furniture Industries, Inc. er en amerikansk møbelvirksomhed, der producerer møbler og driver møbelforretninger. De har hovedkvarter i Arcadia, Wisconsin.
Ashley Furniture Industries sælger møbler igennem møbelgrossister og igennem 700 Ashley Furniture HomeStore møbelhuse, der er uafhængigt ejede. Møbelkæden findes i USA, Canada, Mexico, Chile, Armenien og Japan. Ashley har produktion og distribution i Wisconsin, Mississippi, Californien, Indiana, Pennsylvania, North Carolina, Florida, Kina og Vietnam.
Carlyle Weinberger etablerede møbelforhandleren Ashley Furniture i Chicago i 1945.